# Пројекат потпуног дигиталног приступа архиву друштва народа
Пројекат потпуног дигиталног приступа архиву Друштва народа, познат по акрониму на енглеском језику ЛОНТАД (енг. LONTAD, Total Digital Access to the League of Nations Archives Project), је пројекат широког опсега дигитализације, заштите и обезђења онлајн-приступа архивске грађе Друштва народа. Пројекат је у потпуности финансиран из донаторских средстава. Основни циљ пројекта је  модеранизација приступа архивској грађи за истраживаче, образовне установе и јавност. Резултат пројекта биће 250 терабајта података (скоро 30 милиона дигиталних датотека), преко 500.000 јединица описних метаподатака, и заштитa и конзервацијa физичке архивске грађе (скоро 3 дужна километра). Носилац пројекта је Одсек за институционално сећање (енг. Institutional Memory Section) у оквиру Библиотеке Канцеларије Уједињених нација у Женеви. Пројекат је покренут 2017. године и очекује се да ће бити завршен 2022.

## Архивска грађа Друштва народа
Архивска грађа Друштва народа састоји се од око 15 милиона страница грађе настале од  оснивања Друштва народа 1919. године до њеног распуштања, почетком 1946. године. Збирка се чува у Уједињеним нацијама у Женеви и представља историјску колекцију Архива Уједињених нација у Женеви.

## Активности пројекта
Са тежиштем на дигитализацији, дигиталној и физичкој заштити и онлајн-приступу, пројекат је подељен на три главне активности: пре-дигитализацију, скенирање и пост-дигитализацију. За сваку активност задужен је посебан специјализован тим.

### Пре-дигитализација
Активности пре-дигитализације примарно се односе на физичку припрему за скенирање и третмане заштите. Тим за пре-дигитализацију задужен је за конзервацију и рестаурацију папира и стара се о превентивној заштити архивске грађе. Архивска документа се смештају у архивске омоте како би се обезбедила њихова дуготрајна заштита, фотографије се изолују заштитне омотаче за фотографску грађу.  Документи се потом сортирај, ређају по редоследу и означавају у складу са пројектним стандардима а затим се евидентирају у архивски документациони систем.

### Скенирање
ЛОНТАД се реализује у сарадњи са специјализованом компанијом за скенирање. Користе се скенери са техником снимања "главе одозго", дизајнирани за дигитализацију културног наслеђа. Мастер копије (JPEG-2000 формат) и приступни документи (PDF формат) могу се претраживати по садржају спровођењем оптичког препознавања знакова (OCR) и предају се тиму за пост-дигитализацију.

### Пост-дигитализација
Активности пост-дигитализације су примарно усмерене на контролу и осигурање квалитета и креирање метаподатака. Тим за пост-дигитализацију задужен је за контролу квалитета скенираних слика. Спроводи и физичку контролу на узорку скенираног материјала са циљем обезбеђења дуготрајне заштите.
Креирање  метаподатака састоји се од архивског описивања и индексовања. Описни метаподаци представљају кључну компоненту у обезбеђењу приступа дигиталној збирци. Тим за пост-дигитализацију такође ради на стандардизовању и документовању процеса архивског описивања при чему користи MoSCoW метод у контроли квалитета и метаподатака.
Тим за пост-дигитализацију надлежан је за обезбеђење онлајн-приступа дигиталној збирци, уноси дигиталне документе у систем за дигиталну заштиту и координише неке од пројектних активности усмерених ка јавношћу као што су Твитер налог и пројектна маскота Лонтадињо.

## Истраживачки циљеви
Пројекат ЛОНТАД за циљ има да учини архивску грађу Друшва народа приступначнијом истрживачима. То се спроводи у оквиру три истраживачка циља: молибисање знања и обезбеђење глобалног приступа; обезбеђење униформног и комплетног приступа преко архивских описа у складу са Општим међународним стандадом за опис архивске грађе ISAD(G) и отварањем нових путева за анализу, посебно у домену дигиталних хуманистичких наука.